# Telechia, Covasna
Telechia (în maghiară Orbaitelek) este un sat în comuna Brateș din județul Covasna, Transilvania, România. Se află în partea de sud-est a județului, în Depresiunea Târgu Secuiesc.

## Monumente
- Conacul Horváth din Telechia